# Wheeling Nailers
Wheeling Nailers je profesionální americký klub ledního hokeje, který sídlí ve Wheelingu ve státě Západní Virginie. Do ECHL vstoupil v ročníku 1992/93 a hraje v Centrální divizi v rámci Západní konference. Své domácí zápasy odehrává v hale WesBanco Arena s kapacitou 5 406 diváků. Klubové barvy jsou černá, zlatá a bílá. Jedná se o farmu klubů Pittsburgh Penguins (NHL) a Wilkes-Barre/Scranton Penguins (AHL).
Založen byl v roce 1992 po přestěhování týmu Winston-Salem Thunderbirds do Wheelingu.

## Historické názvy
Zdroj:
- 1992 – Wheeling Thunderbirds
- 1996 – Wheeling Nailers

## Přehled ligové účasti
Zdroj:
- 1992–1993: East Coast Hockey League (Východní divize)
- 1993–1998: East Coast Hockey League (Severní divize)
- 1998–2003: East Coast Hockey League (Severovýchodní divize)
- 2003–2005: East Coast Hockey League (Severní divize)
- 2005–2006: East Coast Hockey League (Východní divize)
- 2006–2011: East Coast Hockey League (Severní divize)
- 2011–2014: East Coast Hockey League (Atlantická divize)
- 2014–2018: East Coast Hockey League (Severní divize)
- 2018– : East Coast Hockey League (Centrální divize)